# Rakeževa Liza
Kmečka povest Rakeževa Liza (COBISS) avtorja Andreja Budala je luč sveta ugledala leta 1930 v tiskarni Edinost v Kopru. Zaznamujeta jo ljubezenski trikotnik in tema prešuštva.  

## Zgodba
Dogajanje je postavljeno v kmečko okolje. Vas zasedejo vojaki, tudi pri Rakeževih je tako. Pri njih živi narednik čete, ki se zaljubi v prelepo Rakeževo Lizo, ravnodušna pa ne ostane niti ona. Lizin mož po malem že postaja ljubosumen, na vsakem koraku zalezuje njo in narednika. Kljub temu da ju še ne zaloti skupaj, pa si v mislih predstavlja, kako ga Liza in narednik varata. Na koncu ju tudi zaloti in ker si mora rešiti svojo moško čast, narednika močno udari po glavi tako, da le-ta obleži nezavesten na tleh. Zaradi storjenega zločina ga zaprejo, narednik pa se mora iti zdravit v bolnišnico.     